# Мая (Муреш)
Мая (рум. Maia) — село у повіті Муреш в Румунії. Входить до складу комуни Берень.
Село розташоване на відстані 257 км на північ від Бухареста, 22 км на схід від Тиргу-Муреша, 97 км на схід від Клуж-Напоки, 118 км на північний захід від Брашова.

## Населення
За даними перепису населення 2002 року у селі проживали 190 осіб.
Національний склад населення села:
| Національність | Кількість осіб | Відсоток |
| -------------- | -------------- | -------- |
| угорці         | 185            | 97,4%    |
| румуни         | 5              | 2,6%     |

Рідною мовою назвали:
| Мова      | Кількість осіб | Відсоток |
| --------- | -------------- | -------- |
| угорська  | 185            | 97,4%    |
| румунська | 5              | 2,6%     |